# شیرینی پادرازی
شیرینی پادرازی یکی از انواع شیرینی‌های سنتی ایرانی است. در برخی از دستورهای تهیهٔ این نوع شیرینی سه نوع آرد نخودچی، آرد گندم، آرد برنج به کار رفته است. همچنین شیرینی پادرازی یکی از انواع شیرینی‌های قدیمی و سنتی است که برای عید نوروز در گیلان تهیه می‌شود. در گیلان مواد این شیرینی را زردهٔ تخم‌مرغ، کره، پودر قند، آرد گندم نرم، مغز هل کوبیده و پستهٔ چرخ‌کرده یا کنجد تشکیل می‌دهد.